# Fate's Boomerang
Fate's Boomerang è un film muto del 1916 diretto da Frank H. Crane.

## Trama
George Castleman, un ingegnere civile, si reca per lavoro nel sud, dove deve sovrintendere alla costruzione di una linea ferroviaria. A casa, sua moglie Mildred intreccia una relazione con il ricco e dissoluto Arnold Morgan. George incontra tra le montagne una ragazza, Zell, che diventa sua amica. Quando George le racconta dei suoi problemi familiari, Zell si reca da Mildred per cercare di riconciliare i due coniugi. La moglie di George vede in quella ragazza il motivo che ha lungamente cercato, quello di poter finalmente divorziare. Così, insieme al suo avvocato, segue Zell che sta tornando in montagna. I due, però, hanno un incidente mortale: George ora può confessare alla ragazza di essersi innamorato di lei.

## Produzione
Il film fu prodotto dalla Paragon Films con i titoli di lavorazione The Little Mother of the Hills o The Call of Love.

## Distribuzione
Il copyright del film, richiesto dalla World Film Corp., fu registrato il 16 maggio 1916 con il numero LU8398.
Distribuito dalla World Film, il film uscì nelle sale cinematografiche statunitensi il 29 giugno 1916.
Non si conoscono copie ancora esistenti della pellicola che viene considerata presumibilmente perduta.